# Giovanni Vincenzo Gonzaga
Giovanni Vincenzo Gonzaga (né le 8 septembre 1540 à Palerme, en Sicile, alors dans le royaume de Naples, et mort le 23 décembre 1591  à l'âge de 51 ans à Rome) est un cardinal italien du XVIe siècle, membre de l'ordre de Saint-Jérôme.
Il est un fils du comte Ferdinand Ier de Guastalla, un neveu du cardinal Ercole Gonzaga (1505) et le frère du cardinal Francesco Gonzaga (1561). Les autres cardinaux de la maison de Gonzague sont Francesco Gonzaga (1461), Pirro Gonzaga (1527), Scipione Gonzaga (1587), Ferdinando Gonzaga (1607) et Vincenzo Gonzaga (1615).

## Biographie
Giovanni Vincenzo Gonzaga assiste son cousin, le duc Guillaume de Mantoue dans le gouvernement du duché. Il est chevalier de l'ordre de Saint-Jean de Jérusalem et prieur de Barletta.
Le pape Grégoire XIII le crée cardinal lors du consistoire du 21 février 1578. Le cardinal Gonzaga participe au conclave de 1585 (élection de Sixte V), aux deux conclaves de 1590 (élection d' Urbain VII et de Grégoire XIV) et au conclave de 1591 (élection d'Innocent IX).
Sixième fils de Ferdinand Ier de Guastalla et d’Isabelle de Capoue, il fut encore enfant titulaire de l'office de prieur de Barletta (en février 1547) et chevalier de l'ordre de Saint-Jean de Jérusalem.
Il racheta en 1587 à Mario Santi di Santafiori la Villa Falconieri de Frascati, et la fit agrandir.